# Будинок на вулиці Староєврейській, 8 (Львів)
Будинок на вулиці Староєврейській, 8 (також кам'яниця Мондровичовська, конскрипційний № 278) — житловий будинок XVIII століття, пам'ятка архітектури національного значення (охоронний № 1295). Розташований в історичному центрі Львова, на вулиці Староєврейській.

## Історія
На місці сучасного будинку, зведеного наприкінці XVIII століття, первісно стояли дві кам'яниці: Оброцької (Горицисової) та Лещинського. У 1924 році була проведена реконструкція будинку, яка, втім, зберегла класицистичний декор початку XIX століття.
Станом на 1871 рік власником будинку значився Соломон Дубс, у 1916 і 1934 роках — Йосиф Талер.
У 1979 році будинок отримав охоронний статус пам'ятки архітектури.

## Опис
Будинок цегляний, чотириповерховий, П-подібний у плані. Фасад симетричний, шестивіконний, розчленований вертикально лізенами, які візуально повторюють контури попередніх кам'яниць. Вікна прямокутні, облямовані профільованими лиштвами, на другому поверсі прикрашені трикутними сандриками, на третьому — прямими, на четвертому — фігурними замковими каменями.
Увінчується фасад аттиком і карнизом із модульйонами та дентикулами.
На першому поверсі розташовані магазини та заклади харчування.